# Famille Breitman
La famille Breitman est une famille originaire du gouvernement de Kherson, dans le sud-ouest de l'Empire russe, émigrée en France à la fin du XIXe siècle, elle est issue du mariage de Grégoire Georges Breitman et de Tatiana Berkoff.
Ce couple est à l'origine d'une descendance de plusieurs personnalités françaises dans des domaines aussi variés que la politique, le sport ou les arts,,,,.
- Grégoire Georges Breitman (né le 10 juin 1859 à Ananiev, alors dans l'Empire russe et aujourd'hui en Ukraine - 1914), médecin, épouse Tatiana Berkoff (née le 13 janvier 1862 à Odessa, localité aussi alors dans l'Empire russe et aujourd'hui en Ukraine - 1931)
  - Lucien Breitman (1890-1983), né à Brégy dans l'Oise, médecin et homme politique, épouse Lucienne Gilberte Deret le 2 avril 1921 à Paris
    - Georges Breitman (1920-2014), médecin et athlète, record de France de saut à la perche
    - Claude Breitman dit Jean-Claude Deret (1921-2016),  scénariste, épouse l'actrice Céline Léger et est le père de trois enfants dont
      - Isabelle Breitman dite Zabou Breitman (1959), actrice, réalisatrice et metteuse en scène, en couple avec le sculpteur Fabien Chalon

    - Michel Breitman  (1926-2009), écrivain et traducteur, épouse l'actrice Susi Jera avec laquelle il a trois enfants dont
      - Olivier Breitman, acteur français

  - Blanche Rosalie Breitman (née le 8 août 1891 à Thury[6] - ?) épouse le 9 janvier 1917 à Paris[6] André Fellus Shemaoun (né à Tunis en 1887 - ?)